# Aremberg (gemeente)
Aremberg is een plaats in de Duitse deelstaat Rijnland-Palts, en maakt deel uit van de Landkreis Ahrweiler.
Aremberg telt 221 inwoners.

## Bestuur
De plaats is een Ortsgemeinde en maakt deel uit van de Verbandsgemeinde Adenau.

## Geschiedenis

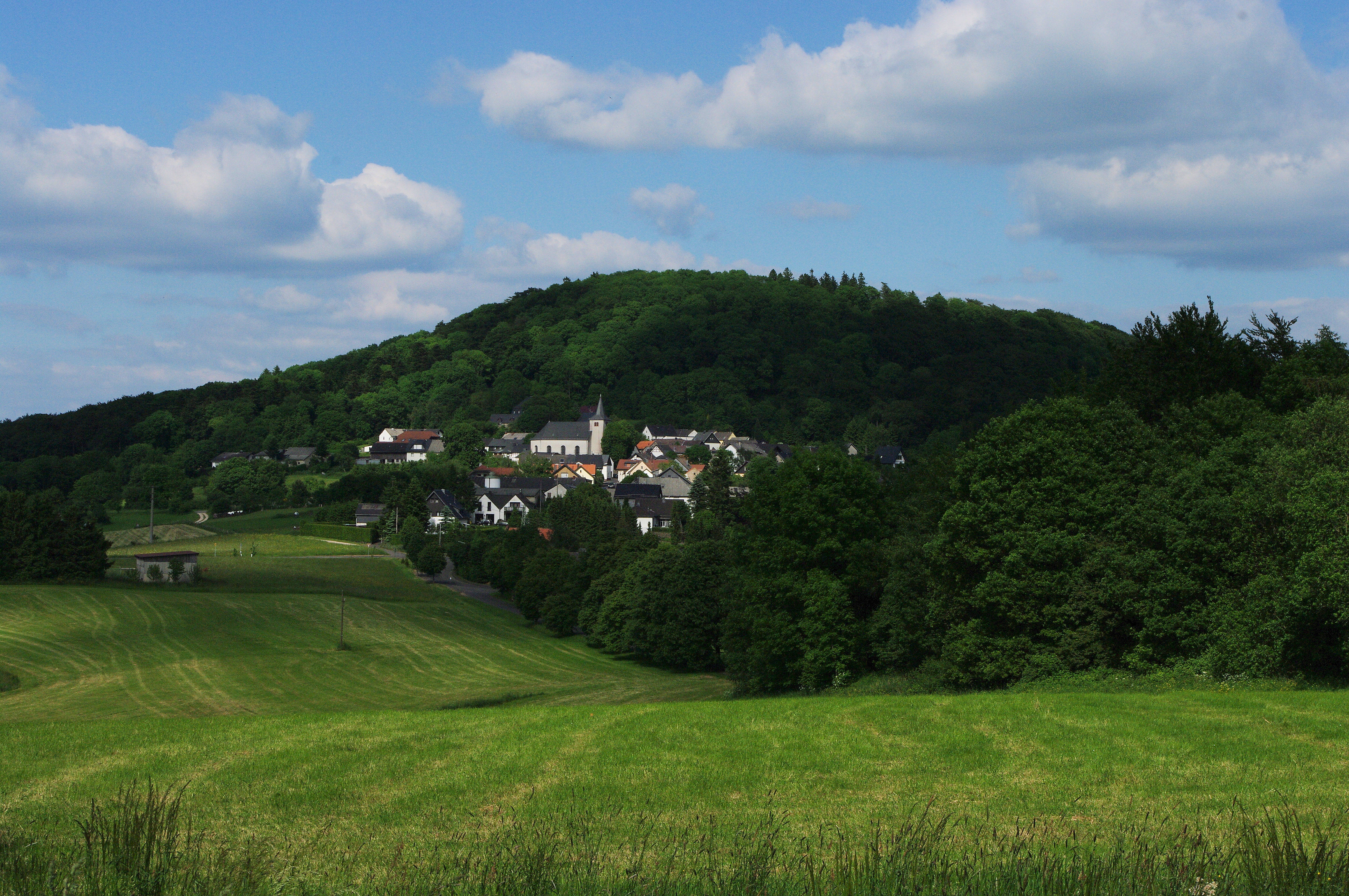
Aremberg met op de achtergrond een vulkaankegel, de Aremberg

- Zie hertogdom Arenberg (-1803)